# Gábor Talmácsi
Gábor Talmácsi (Budapest, 28 de mayo de 1981) es un expiloto de motociclismo húngaro retirado en el año 2013. En la categoría de 125c.c. se proclamó campeón del mundo en noviembre de 2007, por delante de su compañero de equipo Héctor Faubel, al quedar segundo en el GP de Valencia. En el año 2009 ascendió a la categoría de 250 cc. Tras cuatro carreras en el equipo Mapfre Aspar Team decidió rescindir su contrato porque exponía que las piezas de competición no llegaban a su moto. En el gran premio de Francia (Le Mans) se subió a su moto Ángel Rodríguez.

## Biografía
Gábor compitió en el boxeo, pero comenzó a competir con minibikes hechas por su padre a la edad de 4 años. Después de temporadas acertadas en el campeonato húngaro y europeo, él tenía su primera temporada completa en el campeonato del mundo en 2001, con el equipo Racing Service, en una moto privada Honda. Ese año anotó 34 puntos, lo que le valió un lugar al año siguiente en el equipo de Italjet, pero el cambio no fue un éxito real, y durante la temporada tuvo que cambiar al equipo PEV ADAC Sachsen, donde podía montar un Honda de nuevo. Este cambio funcionó un poco mejor, y en Brasil, consiguió su mejor resultado con un cuarto puesto.
En 2003 firmó para el campeón reinante del mundo Exalt Cycle Aprilia Team, pero no alcanzó el éxito que esperaba, ya que a menudo sentía que no le fue dado la misma motocicleta y el tratamiento por el equipo como a su compañero de equipo alemán, Steve Jenkner. Gábor quería ser piloto líder de un equipo, por lo que decidió unirse al equipo de fábrica de Malaguti para la temporada 2004. Sin embargo, la moto no era competitiva y su mejor resultado fue un séptimo lugar en Portugal. Sin embargo, sus resultados todavía atrajeron la atención de equipos como Derbi, Gilera, Honda y KTM.
En 2005, el equipo Red Bull KTM le dio el gran avance, consiguiendo su primera victoria después de una caída en la última vuelta de su compañero de equipo Mika Kallio y de Héctor Faubel en Mugello. Consiguió otras dos: en Assen y Catar - este último se hizo conocida por su adelantamiento en la última vuelta a Kallio. Con cuatro carreras por delante el finlandés todavía tenía una oportunidad real de vencer a Thomas Lüthi por el título, Talmácsi sólo tenía posibilidades matemáticas, por lo que el equipo le pidió que ayudara a su compañero de equipo a anotar tantos puntos como sea posible. Pero después de liderar durante toda la carrera, en el final Talmácsi superó a Kallio, afirmando en la conferencia de prensa después de la carrera que pensó que todavía tenía una vuelta por delante. Ya tenía un contrato ofrecido por KTM para correr su moto de 250cc en la próxima temporada, pero después de esto la oferta fue retirada, dando las motocicletas a Manuel Poggiali y Hiroshi Aoyama. La decisión pudo haberse inspirado en el hecho de que Kallio fue superado por Lüthi en la persecución del título por solamente cinco puntos. Gábor terminó la temporada en el tercer lugar de la clasificación.

## Resultados

### Campeonato del Mundo de Motociclismo

#### Por temporada
| Temp. | Cat.   | Moto            | Equipo                                         | Carreras | Victorias | Podios | Poles | V.Rap. | Pts. | Pos. |
| ----- | ------ | --------------- | ---------------------------------------------- | -------- | --------- | ------ | ----- | ------ | ---- | ---- |
| 2000  | 125cc  | Honda           | Pannonia Racing                                | 1        | 0         | 0      | 0     | 0      | 0    | NC   |
| 2001  | 125cc  | Honda           | Racing Service                                 | 16       | 0         | 0      | 0     | 0      | 34   | 18.º |
| 2002  | 125cc  | Italjet / Honda | Italjet Racing Service / PEV Moto ADAC Sachsen | 16       | 0         | 0      | 0     | 0      | 20   | 22.º |
| 2003  | 125cc  | Aprilia         | Exact Cycle Red Devil                          | 16       | 0         | 0      | 0     | 0      | 70   | 14.º |
| 2004  | 125cc  | Malaguti        | Semprucci Malaguti                             | 16       | 0         | 0      | 0     | 0      | 43   | 17.º |
| 2005  | 125cc  | KTM             | Red Bull KTM GP125                             | 16       | 3         | 5      | 1     | 1      | 198  | 3.º  |
| 2006  | 125cc  | Honda           | Humangest Racing Team                          | 16       | 0         | 1      | 0     | 0      | 119  | 7.º  |
| 2007  | 125cc  | Aprilia         | Bancaja Aspar                                  | 17       | 3         | 10     | 5     | 6      | 282  | 1.º  |
| 2008  | 125cc  | Aprilia         | Bancaja Aspar Team                             | 17       | 3         | 9      | 4     | 2      | 206  | 3.º  |
| 2009  | 250cc  | Aprilia         | Balatonring Team                               | 3        | 0         | 0      | 0     | 0      | 28   | 18.º |
| 2009  | MotoGP | Honda           | Scot Racing Team MotoGP                        | 12       | 0         | 0      | 0     | 0      | 19   | 12.º |
| 2010  | Moto2  | Speed Up        | Fimmco Speed Up                                | 17       | 0         | 1      | 1     | 0      | 109  | 6.º  |
| Total | Total  | Total           | Total                                          | 146      | 9         | 25     | 11    | 9      | 903  |      |

#### Por categoría
| Categoría | Temporadas | 1.er Gran Premio     | 1.er Podio  | 1.ª Victoria | Carreras | Victorias | Podios | Poles | V.Rápidas | Pts. | CM |
| --------- | ---------- | -------------------- | ----------- | ------------ | -------- | --------- | ------ | ----- | --------- | ---- | -- |
| 125cc     | 2000-2008  | República Checa 2000 | China 2005  | Italia 2005  | 130      | 9         | 25     | 10    | 9         | 972  | 1  |
| 250cc     | 2009       | Catar 2009           | N/A         | N/A          | 3        | 0         | 0      | 0     | 0         | 28   | 0  |
| Moto2     | 2010       | Catar 2010           | Aragón 2010 | N/A          | 17       | 0         | 1      | 1     | 0         | 109  | 0  |
| MotoGP    | 2009       | Cataluña 2009        | N/A         | N/A          | 12       | 0         | 0      | 0     | 0         | 19   | 0  |
| Total     | 2000-2010  |                      |             |              | 162      | 9         | 26     | 11    | 9         | 1128 | 1  |

#### Carreras Por Año
(Carreras en negrita indica pole position, carreras en cursiva indica vuelta rápida)
| Año  | Clase  | Moto     | 1       | 2       | 3       | 4       | 5       | 6      | 7       | 8       | 9      | 10      | 11      | 12      | 13      | 14      | 15     | 16      | 17      | Pos. | Pts. |
| ---- | ------ | -------- | ------- | ------- | ------- | ------- | ------- | ------ | ------- | ------- | ------ | ------- | ------- | ------- | ------- | ------- | ------ | ------- | ------- | ---- | ---- |
| 1997 | 125cc  | Honda    | MAL     | JPN     | SPA     | ITA     | AUT     | FRA    | NED     | IMO     | GER    | BRA     | GBR     | CZE DNQ | CAT     | INA     | AUS    |         |         | NC   | 0    |
| 2000 | 125cc  | Honda    | RSA     | MAL     | JPN     | SPA     | FRA     | ITA    | CAT     | NED     | GBR    | GER     | CZE 20  | POR     | VAL     | BRA     | PAC    | AUS     |         | NC   | 0    |
| 2001 | 125cc  | Honda    | JPN 23  | RSA 21  | SPA 17  | FRA 16  | ITA 14  | CAT 17 | NED Ret | GBR 10  | GER 18 | CZE 9   | POR 12  | VAL 11  | PAC 6   | AUS 28  | MAL 20 | BRA Ret |         | 18.° | 34   |
| 2002 | 125cc  | Italjet  | JPN Ret | RSA 18  | SPA 20  | FRA Ret | ITA Ret | CAT    |         |         |        |         |         |         |         |         |        |         |         | 22.° | 20   |
| 2002 | 125cc  | Honda    |         |         |         |         |         |        | NED 15  | GBR Ret | GER 18 | CZE 11  | POR Ret | BRA 4   | PAC 21  | MAL Ret | AUS 16 | VAL 15  |         | 22.° | 20   |
| 2003 | 125cc  | Aprilia  | JPN 14  | RSA Ret | SPA Ret | FRA Ret | ITA Ret | CAT 9  | NED 9   | GBR 9   | GER 6  | CZE 11  | POR 7   | BRA 8   | PAC 14  | MAL 14  | AUS 9  | VAL 12  |         | 14.° | 70   |
| 2004 | 125cc  | Malaguti | RSA Ret | SPA Ret | FRA 16  | ITA 13  | CAT 17  | NED 17 | BRA 19  | GER 16  | GBR 13 | CZE Ret | POR 7   | JPN 8   | QAT Ret | MAL 8   | AUS 11 | VAL 9   |         | 17.° | 43   |
| 2005 | 125cc  | KTM      | SPA 5   | POR Ret | CHN 3   | FRA 6   | ITA 1   | CAT 4  | NED 1   | GBR Ret | GER 4  | CZE 9   | JPN Ret | MAL 5   | QAT 1   | AUS 7   | TUR 4  | VAL 2   |         | 3.°  | 198  |
| 2006 | 125cc  | Honda    | SPA 8   | QAT 11  | TUR 6   | CHN 4   | FRA 17  | ITA 8  | CAT 8   | NED 11  | GBR 10 | GER 14  | CZE 3   | MAL 8   | AUS 9   | JPN 9   | POR 8  | VAL 9   |         | 7.°  | 119  |
| 2007 | 125cc  | Aprilia  | QAT 2   | SPA 1   | TUR 5   | CHN 4   | FRA 4   | ITA 4  | CAT 2   | GBR Ret | NED 3  | GER 1   | CZE 4   | RSM 2   | POR 2   | JPN 2   | AUS 8  | MAL 1   | VAL 2   | 1.°  | 282  |
| 2008 | 125cc  | Aprilia  | QAT 12  | SPA Ret | POR 6   | CHN 3   | FRA 14  | ITA 2  | CAT 3   | GBR Ret | NED 1  | GER 3   | CZE 4   | RSM 1   | IND 14  | JPN 3   | AUS 3  | MAL 1   | VAL Ret | 3.°  | 206  |
| 2009 | 250cc  | Aprilia  | QAT 10  | JPN 4   | SPA 7   | FRA     | ITA     |        |         |         |        |         |         |         |         |         |        |         |         | 18.° | 28   |
| 2009 | MotoGP | Honda    |         |         |         |         |         | CAT 17 | NED 16  | USA Ret | GER 15 | GBR 12  | CZE 13  | IND 14  | RSM 14  | POR 14  | AUS 13 | MAL 14  | VAL 16  | 17.° | 19   |
| 2010 | Moto2  | Speed Up | QAT 9   | SPA 9   | FRA 5   | ITA 7   | GBR Ret | NED 13 | CAT 11  | GER 6   | CZE 6  | IND 8   | RSM 7   | ARA 3   | JPN 21  | MAL Ret | AUS 18 | POR 8   | VAL 10  | 6.°  | 109  |

### Campeonato Mumdial de Supersport

#### Por temporada
| Temp. | Cat. | Moto  | Equipo  | Carreras | Victorias | Podios | Poles | V.Rap. | Pts. | Pos. |
| ----- | ---- | ----- | ------- | -------- | --------- | ------ | ----- | ------ | ---- | ---- |
| 2012  | SSP  | Honda | PRORACE | 8        | 0         | 0      | 0     | 0      | 44   | 13.º |
| 2013  | SSP  | Honda | PRORACE | 5        | 0         | 0      | 0     | 0      | 4    | 27.º |
| Total |      |       |         | 13       | 0         | 0      | 0     | 0      | 48   |      |

#### Carreras Por Año
(Carreras en negrita indica pole position, carreras en cursiva indica vuelta rápida)
| Año  | Moto  | 1       | 2       | 3      | 4      | 5      | 6       | 7     | 8      | 9      | 10    | 11    | 12     | 13    | Pos. | Pts. |
| ---- | ----- | ------- | ------- | ------ | ------ | ------ | ------- | ----- | ------ | ------ | ----- | ----- | ------ | ----- | ---- | ---- |
| 2012 | Honda | AUS     | ITA     | NED    | ITA    | EUR    | SMR 15  | SPA 9 | CZE 12 | GBR 10 | RUS 8 | GER 6 | POR 15 | FRA 9 | 13.° | 44   |
| 2013 | Honda | AUS DNS | SPA Ret | NED 16 | ITA 19 | GBR 12 | POR Ret | ITA   | RUS    | GBR    | GER   | TUR   | FRA    | SPA   | 27.° | 4    |